# A Head Full of Dreams
A Head Full Of Dreams — en españolː Una cabeza llena de sueños— es el séptimo álbum de estudio de la banda británica de pop rock Coldplay. Fue lanzando comercialmente el 4 de diciembre de 2015, por las discográficas Parlophone y Atlantic Records. Es el segundo álbum de la banda en América del Norte dentro de Atlantic, después de que Coldplay dejara Capitol Records en 2013.
Coldplay grabó el disco desde finales de 2014 hasta mediados de 2015, justo después de la finalización de Ghost Stories, con un estilo muy diferente al sonido de sus predecesores. Para varias canciones, Coldplay colaboró con Beyoncé, Noel Gallagher, Tove Lo, Khatia Buniatishvili y Merry Clayton. El álbum fue producido por Rik Simpson y Stargate. También cuenta con un sample del expresidente de los Estados Unidos, Barack Obama recitando "«Amazing Grace»" en el funeral de Clementa C. Pinckney en el tema "Kaleidoscope" y en " Colour Spectrum".
El álbum recibió reseñas mixtas de los críticos. Alcanzó el número uno en el Reino Unido, y el número dos en los EE.UU., Australia, Canadá, Países Bajos e Italia, donde se mantuvo fuera de la primera posición por el álbum «25» de Adele. En los Brit Awards del 2016 fue nominado a "Álbum Británico del Año". Fue el octavo álbum más vendido de 2015, con 1,9 millones de copias en el mundo, el año 2016 siguió en la lista de los álbumes más vendidos del mundo con 1.6 millones de copias vendidas y el año 2017 alcanzó los 4.7 millones de copias vendidas. El álbum vendió más de 11 millones de copias según la Federación Internacional de la Industria Fonográfica 

## Antecedentes
Coldplay comenzó a trabajar en A Head Full of Dreams en el verano de 2014 mientras promocionaban su sexto álbum Ghost Stories. El álbum tiene un estilo y un sonido muy diferentes al de sus predecesores. En una entrevista con ‹Radio 2 DJ Jo Whiley› en diciembre de 2014, el bajista Guy Berryman y el guitarrista Jonny Buckland dieron una pista sobre la diferencia entre A Head Full of Dreams y su predecesor - Buckland lo llamó "De noche a día", comparando el estilo de Ghost Stories al de A Head Full of Dreams. El vocalista Chris Martin insinuó el estilo del álbum diciendo que la banda estaba tratando de hacer algo colorido y edificante. También dijo que sería algo para "mover los pies".
El 26 de septiembre de 2015, la banda se presentó en el Global Citizen Festival en Nueva York, tocando un set de seis canciones, incluyendo una nueva llamada "«Amazing Day»". El productor de la banda, Rik Simpson, confirmó que la canción estaría en el nuevo álbum. El 21 de noviembre de 2016, a través de Twitter, Chris Martin anunció un nuevo material para ser lanzado en 2017, que se llamaría '«Kaleidoscope EP»'.

## Producción
El álbum fue producido por Rik Simpson (su colaborador a lo largo de su trayectoria) y el dúo noruego Stargate (Tor Hermansen y Mikkel Eriksen). Las ‹mezclas› fueron realizados predominantemente por Rik Simpson. Stargate fue el productor ejecutivo del álbum.

## Promoción

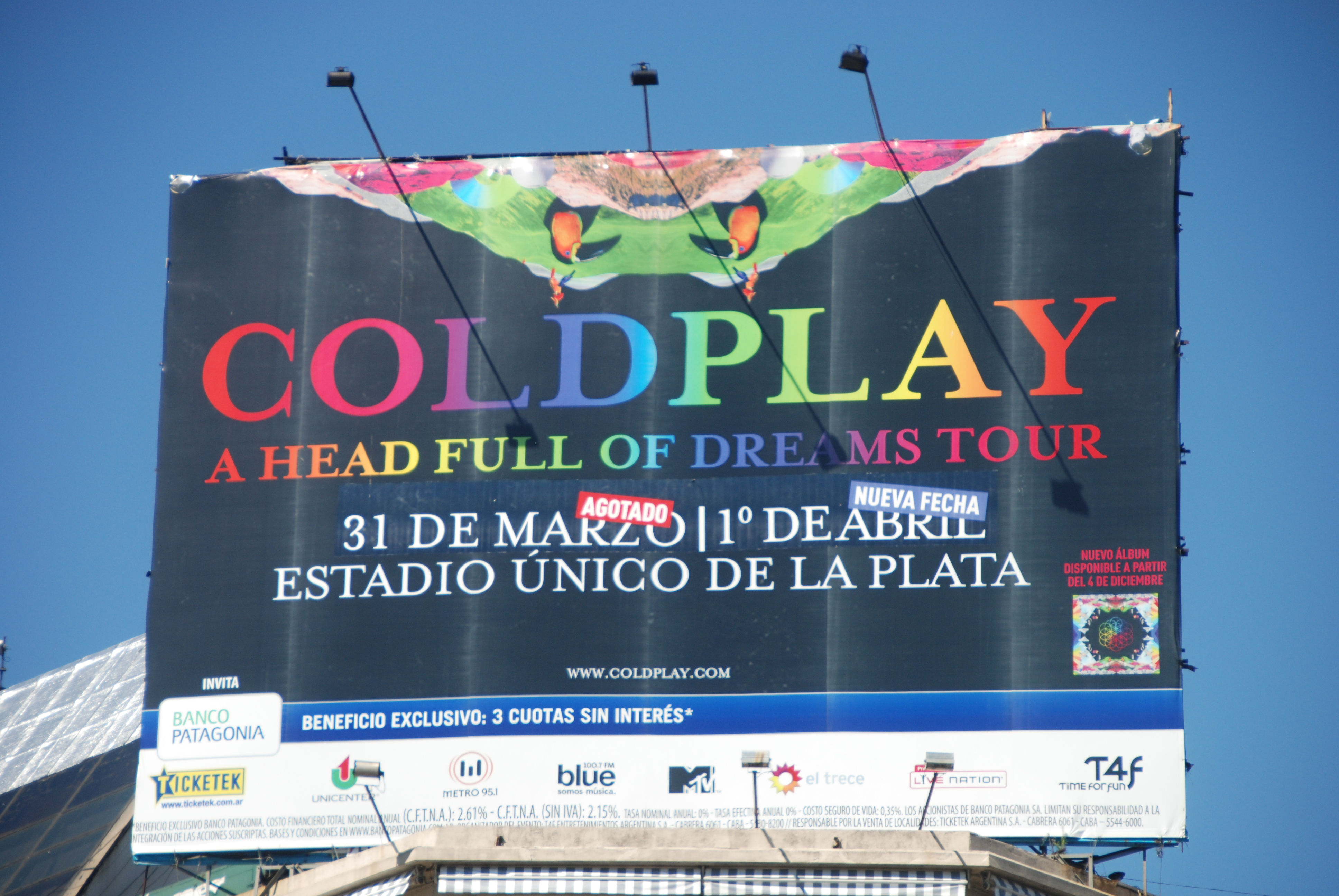
Cartel promocional de "A Head Full of Dreams Tour" en Buenos Aires, Argentina

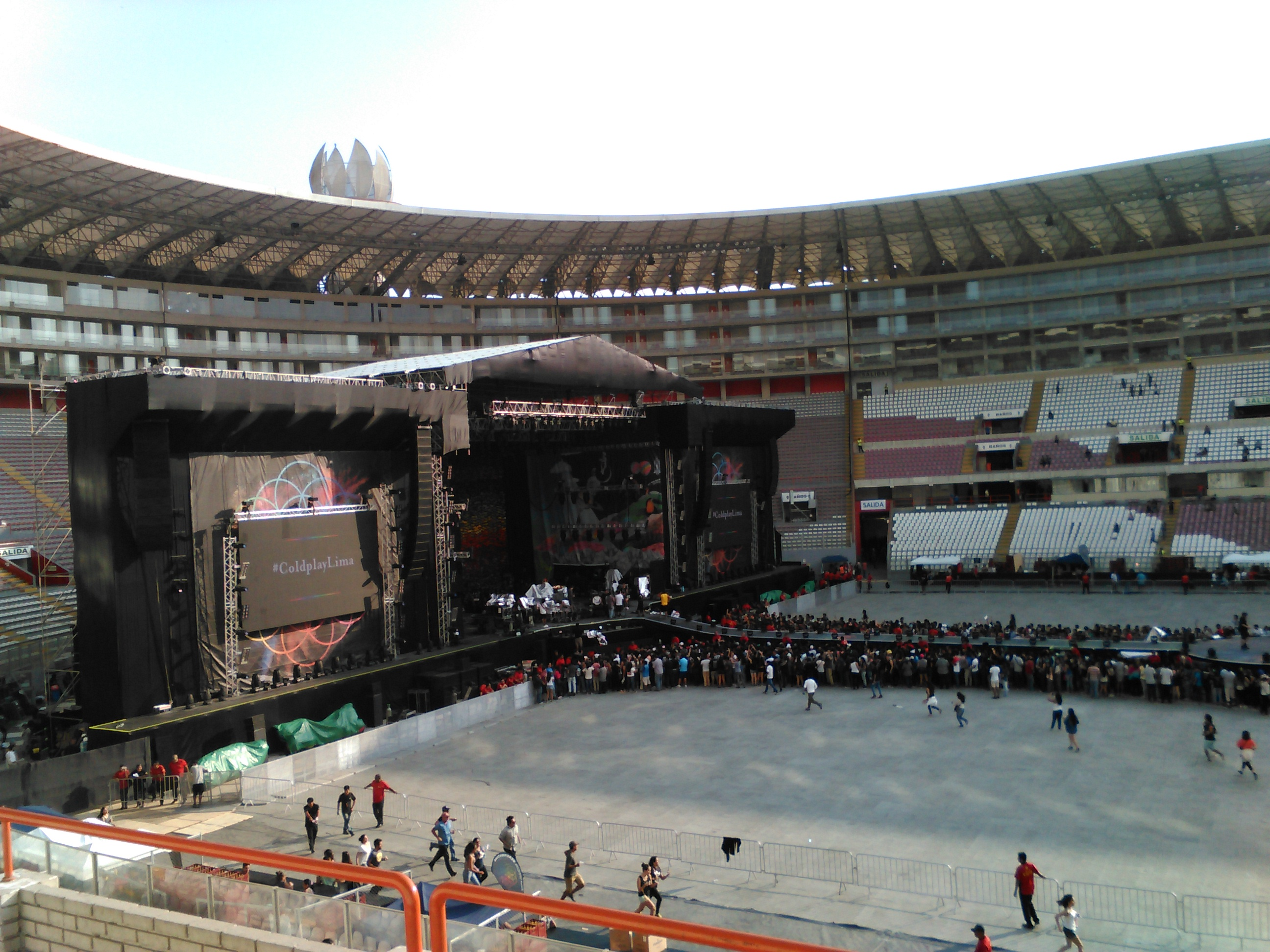
Escenario de "A Head Full of Dreams Tour" durante su primera etapa de conciertos en Latinoamérica en el Estadio Nacional del Perú (Lima)

### Tour
En comparación con las escasas fechas de gira de Ghost Stories, Coldplay anunció una gira global más grande poco después del lanzamiento del álbum, que superaría al ‹Mylo Xyloto Tour› y al ‹Ghost Stories Tour›, para promover tanto A Head Full of Dreams como Ghost Stories. Se confirmó que la banda se presentaría en lugares como India y Sudamérica - más concretamente Argentina, Perú, Brasil, Chile, Colombia y México en la primera mitad de 2016. Desde entonces han confirmado que la preproducción ha comenzado y que la gira oficial está prevista para comenzar el próximo año.  El 20 de noviembre de 2015, se anunció la gira A Head Full of Dreams, con espectáculos en Sudamérica a partir del 31 de marzo de 2016, Buenos Aires y una etapa europea para el verano de 2016, incluyendo cuatro noches agotadas en el estadio de Wembley en junio. En febrero, la banda presentó una foto en varios sitios de medios sociales de un globo aerostático (un símbolo utilizado para promover la gira) por el campo de la pirámide principal de las granjas de Glastonbury, junto con la fecha del domingo 26 de junio. Los organizadores de Glastonbury han confirmado desde entonces su cuarta aparición en el festival, habiéndose presentado previamente en dicho escenario en 2000, 2002, 2005 y 2011. Su aparición fue confirmada, poco después, por la banda. El 30 de septiembre de 2016, después del gran éxito de la gira A Head Full of Dreams Tour de 2016, Coldplay anunció una nueva etapa con fechas en Alemania, Francia, Austria, Polonia, Bélgica, Suecia, Italia, Irlanda y Gales. El 7 de octubre de 2016, la banda anunció dieciocho espectáculos más en América del Norte, que comenzarían a partir de agosto de 2017 y finalizarían en octubre del mismo. El 15 de noviembre de 2016, anunciaron espectáculos en Asia para abril de 2017, visitando Singapur, Filipinas, Taiwán, Corea del Sur y Japón.

El motivo geométrico llamado «Flor de la Vida»

### Carteles y carátulas
Alrededor del 30 de octubre de 2015 se colocaron carteles anónimos en el metro de Londres que mostraban un patrón geométrico, conocido como la flor de la vida, junto con una nota "4 de diciembre". Los fanáticos de Coldplay afirmaron que el símbolo se parecía al diseño de una camiseta que usó Chris Martin, el líder de Coldplay, en el Festival Global Citizen de Nueva York. El 2 de noviembre, Coldplay publicó la misma pieza de arte como un GIF animado en su cuenta de Twitter, al parecer confirmando la que sería la portada del álbum y el 4 de diciembre como su fecha de lanzamiento. Un día más tarde, publicaron otra imagen animada que era una vista detallada de la primera. La obra fue creada por la artista argentina «Pilar Zeta» en colaboración con la banda. Oli Sykes, vocalista de la banda británica post-hardcore «Bring Me the Horizon», sugirió que el símbolo de la flor de la vida utilizado por Coldplay era similar al del diseño del álbum Sempiternal de Bring Me the Horizon lanzado en 2013. Sykes acusó a Coldplay mediante Twitter, insinuando que habían plagiado su estilo. Sin embargo, aclaró en una entrevista de la NME que la "flor de la vida" es un símbolo universal y tiene significados en todo el mundo, ninguno de los cuales es dueño de los derechos. También especifica que tenía sentido para él y que simplemente está reconociendo el símbolo que se está difundiendo y está feliz por eso.

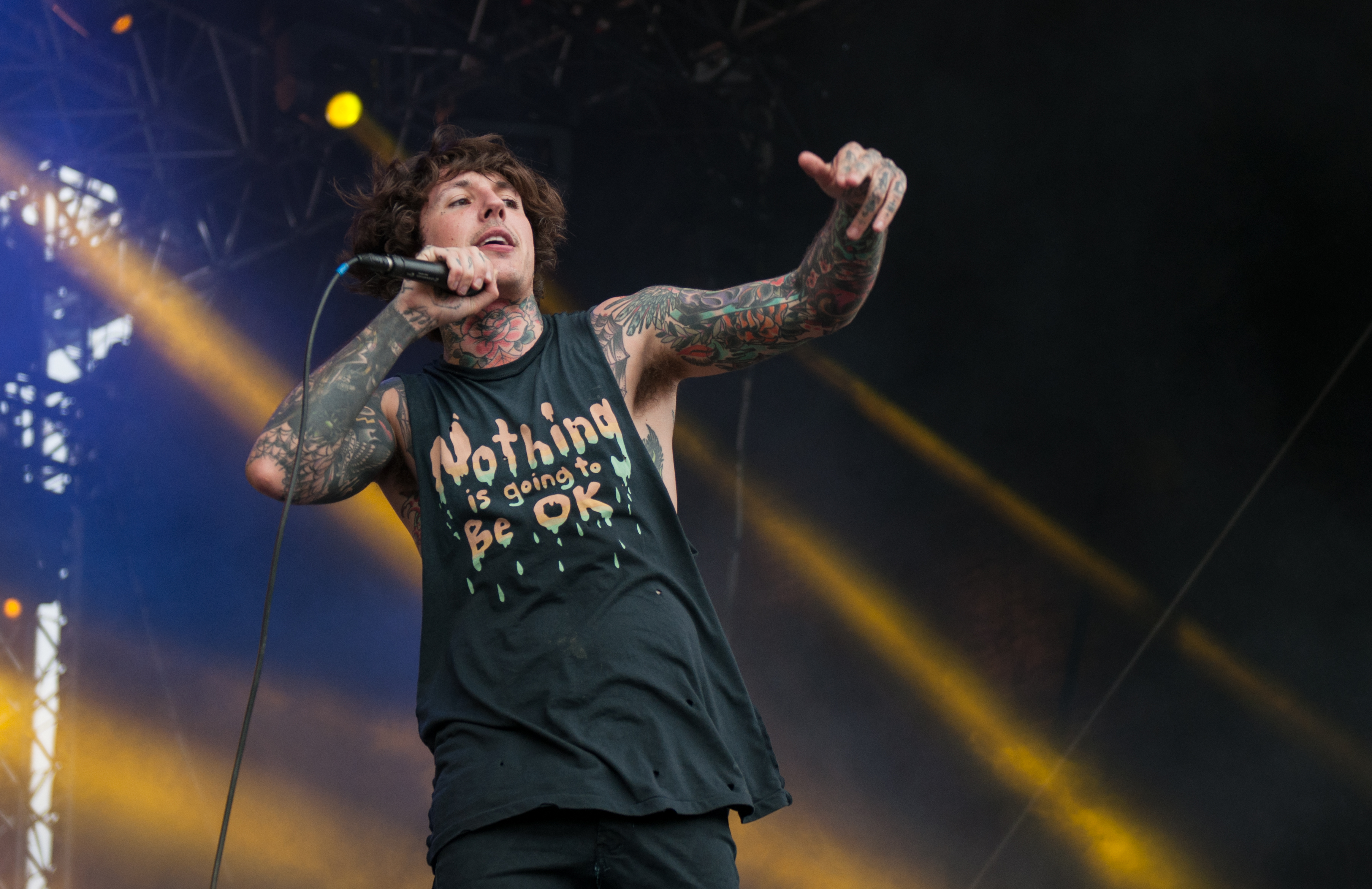
Oliver Sykes, vocalista de la banda Bring Me the Horizon, acusó a Coldplay de plagiar la portada de su álbum, Sempiternal.

### Presentaciones en vivo
En el «Festival Global Citizen» de Nueva York, Coldplay interpretó seis canciones, terminando con el debut en vivo de una nueva canción, «Amazing Day». También tocaron Amazing Day en TFI Friday, donde tocaron cuatro canciones incluyendo el debut en vivo de "«Adventure of a Lifetime»". Durante su concierto en el Teatro Belasco de Los Ángeles interpretaron cuatro canciones del nuevo álbum, incluyendo el debut en vivo de las canciones «A Head Full of Dreams» y «Up & Up». El 24 de noviembre Coldplay comenzó a lanzar fragmentos de 10-15 segundos de cada canción del nuevo álbum a través de Instagram a intervalos de una hora.

## Sencillos
El primer sencillo lanzado para promover el álbum, "«Adventure of a Lifetime»", fue lanzado el 6 de noviembre de 2015. El video musical de este último salió el 29 de noviembre de 2015. "«Hymn for the Weekend»" fue lanzado como el segundo sencillo para el álbum el 25 de enero de 2016. La banda fue criticada por una sección de las redes sociales por el retrato estereotipado de la sociedad india en su sencillo. El tercer sencillo oficial "«Up & Up»", fue lanzado el 22 de abril de 2016. El cuarto sencillo oficial, "«A Head Full of Dreams»", fue lanzado el 19 de agosto de 2016, acompañado de su respectivo video musical. Una versión recién grabada y mejorada de "«Everglow»" fue lanzada a las tiendas digitales como el quinto sencillo el 11 de noviembre de 2016.

### Sencillos promocionales
"«Everglow»" fue lanzado como un sencillo promocional cuatro días antes,con un video musical lanzado el 2 de diciembre de 2015. "«Birds»" fue lanzado como un sencillo promocional el 3 de enero de 2016; El video musical también salió en el mismo día.

## Recepción

En Metacritic, el álbum tuvo una puntuación de 60, basada en 27 revisiones

### Crítica
A Head Full of Dreams recibió revisiones mixtas de la crítica especializada. En Metacritic, el álbum tuvo una puntuación de 60, basada en 27 revisiones. Jon Dolan de Rolling Stone escribió que A Head Full of Dreams "‹podría ser el álbum más brillante de Coldplay›" y concluyó: "‹Él [Chris Martin] insinuó que este podría ser su último álbum, si es así, van a salir en una nota sostenida de gracia› ". Barry Nicolson de NME lo llamó" la colección más satisfactoria de canciones que han escrito en años ".
Alexis Petridis, de The Guardian, sentía que A Head Full of Dreams "‹está frustrantemente afectada por la sensación de que Coldplay no se ha comprometido totalmente con la gran idea del álbum›" y comentó: "‹Es un punto discutible si eso es un signo de conservadurismo innato o de que saben exactamente lo que están haciendo, que entienden que no seguirán embalando los estadios deportivos del Medio Oeste si asustan a los caballos› ". Citando la falta de voluntad de la banda de desviarse de su probada y verdadera fórmula, Ian Gormely de Exclaim! escribió que "‹A Head Full of Dreams podría haber sido una obra maestra poptimista. Si en cambio, es solo otro álbum de Coldplay, con todo el bagaje - tanto positivo y negativo - que conlleva."
NME lo clasificó como el 35º mejor álbum de 2015.

### Comercial
A Head Full of Dreams debutó en el número tres en la ‹Irish Albums Chart› el 11 de diciembre de 2015, el álbum de la banda que más bajo ha debutado en la lista y la primera vez que Coldplayno debuta en la cima desde «Parachutes» en 2000. El mismo día, el álbum debutó en el número dos en la ‹UK Albums Chart› con ventas de 235.975 unidades, detrás de 25 de Adele, que le negaron a Coldplay un séptimo álbum número uno consecutivo. Sin embargo, fue su mayor venta de discos de la primera semana desde «Viva la Vida o Death and All His Friends» en 2008, que vendió 302.074 copias en su primera semana. Tener a A Head Full of Dreams en la cima de la ‹UK Albums Chart›, habría hecho de Coldplay, la segunda banda (después de Oasis) en toda la historia del listado de éxitos, en hacerlo con sus primeros siete álbumes. El álbum, sin embargo, logró superar tanto el ‹UK Album Downloads Chart› y el ‹Official Vinyl Albums Chart›.
El álbum también alcanzó el número dos en Australia, Canadá, los Países Bajos, e Italia, y se mantuvo fuera del número uno por «25» de Adele en todos los territorios. En los Países Bajos, sin embargo, el álbum logró finalmente alcanzar la posición número uno en su 30ª semana en la lista, después de los dos conciertos de Coldplay en Ámsterdam.
En los Estados Unidos, A Head Full of Dreams debutó en el número dos en la ‹Billboard 200›, con 210.000 unidades equivalentes del álbum, detrás de «25» de Adele. Era el segundo álbum más vendido de la semana, con 195.000 copias, que es menos de las 383.000 copias vendidas por «Ghost Stories». En su segunda semana, el álbum cayó al número siete en la ‹Billboard›, vendiendo 61.000 copias. En el listado del 27 de febrero de 2016, el álbum volvió a los diez primeros del ‹Billboard 200› de los Estados Unidos, alcanzando el número cuatro, vendiendo 90.000 unidades (71.000 en ventas puras de álbumes). El 4 de marzo de 2016, el álbum fue certificado Oro por la Recording Industry Association of America (RIAA) por las ventas combinadas del álbum, el stream y la venta por pistas (equivalente a medio millón de unidades). Más tarde, fue certificado Platino por la RIAA, tal como sucedió con «Ghost Stories», a pesar de su baja semana de ventas. El único país donde «A Head Full of Dreams» consiguió debutar en el número uno fue Noruega, reemplazando a «25». Esto le permitió a Coldplay lograr lo que Adele les impidió en otros territorios; dado que todos sus álbumes de estudio habían alcanzando el primer lugar.
El 12 de febrero de 2016, después de la recepción positiva y la presentación de Coldplay en el espectáculo de medio tiempo del Super Bowl 50, el álbum subió al número uno en el Reino Unido después de vender 30,146 copias esa semana. Esto les aseguró su séptimo álbum número uno en el Reino Unido, logrando ser el segundo artista con más álbumes número 1 en el siglo XXI, solo detrás de Robbie Williams con 10.
Este es el álbum más exitoso de Coldplay en términos de rendimiento de un solo listado, con "«Adventure of a Lifetime»" y "«Hymn for the Weekend»" figurando respectivamente en el n.º 95 y el n.º 75 en el listado anual de Billboard Hot 100 en 2016, "«A Head Full of Dreams»" su primer álbum en tener más de un sencillo en este listado anual..

## Lista de canciones
Todas las canciones escritas y compuestas por Guy Berryman, Jonny Buckland, Will Champion y Chris Martin. Todas las canciones arregladas por Coldplay y Stargate. 
| A Head Full of Dreams |                                                                    |                                                    |          |  |
| N.º                   | Título                                                             | Productor(es)                                      | Duración |  |
| 1.                    | «A Head Full of Dreams»                                            | Rik Simpson Stargate                               | 3:43     |  |
| 2.                    | «Birds»                                                            | Simpson Stargate                                   | 3:49     |  |
| 3.                    | «Hymn for the Weekend» (con Beyoncé)                               | Simpson Stargate Digital Divide [ a ]              | 4:18     |  |
| 4.                    | «Everglow»                                                         | Simpson Stargate                                   | 4:42     |  |
| 5.                    | «Adventure of a Lifetime»                                          | Simpson Stargate                                   | 4:23     |  |
| 6.                    | «Fun» (con Tove Lo)                                                | Simpson Stargate                                   | 4:27     |  |
| 7.                    | «Kaleidoscope»                                                     | Simpson Stargate                                   | 1:51     |  |
| 8.                    | «Army of One» (Incluye el track oculto "X Marks the Spot" en 3:23) | Simpson Stargate Daniel Green ("X Marks the Spot") | 6:16     |  |
| 9.                    | «Amazing Day»                                                      | Simpson Stargate                                   | 4:31     |  |
| 10.                   | «Colour Spectrum»                                                  | Green                                              | 5:30     |  |
| 11.                   | «Up&Up»                                                            | Simpson Stargate                                   | 6:45     |  |
| 45:45                 |                                                                    |                                                    |          |  |

| Bonus track edición japonesa |            |          |  |
| N.º                          | Título     | Duración |  |
| 12.                          | «Miracles» | 3:55     |  |
| 49:40                        |            |          |  |

| Australian Tour Edition CD2 |                                                            |          |  |
| N.º                         | Título                                                     | Duración |  |
| 1.                          | «Adventure of a Lifetime» (Matoma remix)                   | 4:13     |  |
| 2.                          | «Hymn for the Weekend» (Seeb remix)                        | 3:31     |  |
| 3.                          | «Up&Up» (Freedo remix)                                     | 3:30     |  |
| 4.                          | «Magic» (Live at the Enmore Theatre, Sydney)               | 5:00     |  |
| 5.                          | «Clocks» (Live at the Enmore Theatre, Sydney)              | 4:21     |  |
| 6.                          | «Viva la Vida» (Live at the Enmore Theatre, Sydney)        | 4:12     |  |
| 7.                          | «Oceans» (Live at the Enmore Theatre, Sydney)              | 4:00     |  |
| 8.                          | «A Sky Full of Stars» (Live at the Enmore Theatre, Sydney) | 5:48     |  |
| 35:26                       |                                                            |          |  |

| Japan Tour Edition CD2 |                                                      |          |  |
| N.º                    | Título                                               | Duración |  |
| 1.                     | «Adventure of a Lifetime» (Matoma remix)             | 4:13     |  |
| 2.                     | «Hymn for the Weekend» (Seeb remix)                  | 3:31     |  |
| 3.                     | «Up&Up» (Freedo remix)                               | 3:30     |  |
| 4.                     | «Magic» (Live at Tokyo Dome City Hall)               |          |  |
| 5.                     | «Clocks» (Live at Tokyo Dome City Hall)              |          |  |
| 6.                     | «Viva la Vida» (Live at Tokyo Dome City Hall)        |          |  |
| 7.                     | «Oceans» (Live at Tokyo Dome City Hall)              |          |  |
| 8.                     | «A Sky Full of Stars» (Live at Tokyo Dome City Hall) |          |  |

Notas
- [a]. Significa un productor adicional.
- "Kaleidoscope" y "Colour Spectrum" contienen elementos del poema "The Guesthouse" escrito por Jellaludin "Mawlana" Rumi. "Kaleidoscope" también contiene elementos de "Amazing Grace" (escrita por John Newton y cantada por Barack Obama).

## Personal
Los créditos son una adaptación de la libreta de notas de A Head Full of Dreams.
Coldplay
- Chris Martin - voz principal, piano, guitarra acústica (canciones 2, 6, 9, 11)
- Jonny Buckland - guitarra eléctrica
- Guy Berryman - bajo eléctrico
- Will Champion - tambores, percusión, coros

Músicos adicionales
- Davide Rossi – instrumentos de cuerda (tracks 2 y 9)[60]
- Tim Bergling – programación adicional (track 3)
- Regiment Horns – latón (track 3)
- Beyoncé – voz (tracks 3 y 11)
- Gwyneth Paltrow – voz (track 4)
- Merry Clayton – voz (tracks 5 y 11)
- Tove Lo – voz (track 6)
- Khatia Buniatishvili – piano (track 7)
- Coleman Barks – narración (track 7)
- Barack Obama – voz (track 7)
- Annabelle Wallis – voz (track 11)
- Noel Gallagher – guitarra (track 11)
- Moses Martin – pandereta (track 11)
- Rik Simpson – voz, instrumentos adicionales
- Mikkel S Eriksen – Instrumentos adicionales
- Tor Erik Hermansen – Instrumentos adicionales

Personal artístico
- Pilar Zeta, Coldplay – diseño, dirección de arte
- Phil Harvey, Ultramajic - fotografía
- Dave Holmes – administración
- Mandi Bursteen – coadministración
- Arlene Moon – coadministración

Coro
- Nico Berryman
- Jonah Buckland
- Violet Buckland
- Blue Ivy Carter
- Ava Champion
- Juno Champion
- Marianna Champion
- Rex Champion
- Aubrey Costall
- Harvey Costall
- Brian Eno
- Elise Eriksen
- Hege Fossum Eriksen
- Selma Eriksen
- Jacob Green
- Sophia Green
- Daniel Grollo
- Finn Grollo
- Kat Grollo
- Mathilda Grollo
- Max Harvey
- Rofi Harvey
- Idil Hermansen
- Isak Hermansen
- Alison Martin
- Apple Martin
- Moses Martin

Personal técnico
- Stargate – producción
- Rik Simpson – producción,  mezclas (track 1–4, 6, 7, 9–11)
- Phil Tan – mezclas (track 5 y 8)
- Daniel Green – producción, mezclas (track 8 and 10), ingeniero adicional
- Digital Divide – producción adicional (track 3)
- Emily Lazar – masterización
- Merlin Watts – masterización
- Bill Rahko – ingeniero
- Miles Walker – ingeniero
- Daniela Rivera – ingeniero
- Tom Bailey – ingeniero adicional
- Robin Baynton – ingeniero adicional
- Jaime Sickora – ingeniero adicional
- Aleks von Korff – ingeniero adicional
- Laurence Anslow – asistencia adicional de estudio
- Fiona Cruickshank – asistencia adicional de estudio
- Nicolas Essig – asistencia adicional de estudio
- Olga Fitzroy – asistencia adicional de estudio
- Jeff Gartenbaum – asistencia adicional de estudio
- Christian Green – asistencia adicional de estudio
- Pablo Hernández – asistencia adicional de estudio
- Phil Joly – asistencia adicional de estudio
- Miguel Lara – asistencia adicional de estudio
- Matt McGinn – asistencia adicional de estudio
- Chris Owens –asistencia adicional de estudio
- Roxy Pope – aasistencia adicional de estudio
- John Prestage – asistencia adicional de estudio
- Kyle Stevens – asistencia adicional de estudio
- Derrick Stockwell – asistencia adicional de estudio
- Matt Tuggle – asistencia adicional de estudio
- Ryan Walsh – asistencia adicional de estudio
- Joachim Berose – asistencia adicional de estudio
- Will Wetzel – asistencia adicional de estudio

## Listas
| Lista (2015–16)                         | Mejor posición |
| --------------------------------------- | -------------- |
| Argentina (CAPIF)                       | 1              |
| Australia (ARIA)                        | 2              |
| Austria (Ö3 Austria)                    | 4              |
| Bélgica (Ultratop Flandes)              | 2              |
| Bélgica (Ultratop Valonia)              | 2              |
| Brazilian Albums (ABPD)                 | 4              |
| Canadá (Billboard Canadian Albums)      | 2              |
| Danish Albums (Hitlisten)               | 4              |
| Países Bajos (Album Top 100)            | 1              |
| Finlandia (Suomen virallinen lista)     | 3              |
| French Albums (SNEP)                    | 4              |
| Alemania (Media Control Charts)         | 3              |
| Hungría (MAHASZ)                        | 3              |
| Irlanda (IRMA)                          | 3              |
| Italia (FIMI)                           | 2              |
| Japón (Oricon)                          | 7              |
| Mexican Albums (AMPROFON)               | 4              |
| Nueva Zelanda (RMNZ)                    | 4              |
| Noruega (VG‑lista)                      | 1              |
| Polonia (ZPAV)                          | 3              |
| Portugal (AFP)                          | 3              |
| South African Albums (RISA)             | 12             |
| España (Promusicae)                     | 2              |
| Suecia (Sverigetopplistan)              | 3              |
| Suiza (Schweizer Hitparade)             | 1              |
| Taiwanese Albums (Five Music)           | 2              |
| Reino Unido (UK Albums Chart)           | 1              |
| Estados Unidos (Billboard 200)          | 2              |
| Estados Unidos (Top Alternative Albums) | 1              |
| Estados Unidos (Top Rock Albums)        | 1              |

| Lista (2015)                     | Mejor posición |
| -------------------------------- | -------------- |
| Argentine Monthly Albums (CAPIF) | 2              |

| Lista(2015)                              | Posición |
| ---------------------------------------- | -------- |
| Australian Albums (ARIA)                 | 22       |
| Austrian Albums (Ö3 Austria)             | 50       |
| Belgian Albums (Ultratop Flanders)       | 25       |
| Belgian Albums (Ultratop Wallonia)       | 27       |
| Danish Albums (Hitlisten)                | 45       |
| Dutch Albums (MegaCharts)                | 9        |
| French Albums (SNEP)                     | 18       |
| Alemania (Media Control Charts)          | 14       |
| Hungarian Albums (MAHASZ)                | 12       |
| Irish Albums (IRMA)                      | 16       |
| Italian Albums (FIMI)                    | 13       |
| Mexican Albums (AMPROFON)                | 37       |
| Nueva Zelanda (RMNZ)                     | 19       |
| Polonia (ZPAV)                           | 29       |
| Spanish Albums (PROMUSICAE)              | 23       |
| Suiza (Schweizer Hitparade)              | 12       |
| UK Albums (OCC)                          | 9        |
| Lista(2016)                              | Posición |
| Australian Albums (ARIA)                 | 11       |
| Austrian Albums (Ö3 Austria)             | 40       |
| Belgian Albums (Ultratop Flanders)       | 16       |
| Belgian Albums (Ultratop Wallonia)       | 12       |
| Canadian Albums (Billboard)              | 7        |
| Danish Albums (Hitlisten)                | 8        |
| Dutch Albums (MegaCharts)                | 6        |
| French Albums (SNEP)                     | 21       |
| German Albums (Offizielle Top 100)       | 32       |
| Italian Albums (FIMI)                    | 8        |
| Mexican Albums (AMPROFON)                | 20       |
| New Zealand Albums (RMNZ)                | 14       |
| Polish Albums (ZPAV)                     | 59       |
| South Korean Albums International (Gaon) | 20       |
| Swiss Albums (Schweizer Hitparade)       | 3        |
| UK Albums (OCC)                          | 2        |
| US Billboard 200                         | 13       |
| US Digital Albums (Billboard)            | 11       |

## Certificaciones
| Territorio     | Organismo certificador            | Certificación | Ventas certificadas | Simbolización | Ref.    |         |         |         |
| América        | América                           | América       | América             | América       | América | América | América | América |
| -------------- | --------------------------------- | ------------- | ------------------- | ------------- | ------- | ------- | ------- | ------- |
| Brasil         | —                                 | —             | 100,000             | —             | [ 127 ] |         |         |         |
| Canadá         | Music Canada                      | 2X Platino    | 160,000             |               | [ 128 ] |         |         |         |
| Estados Unidos | RIAA                              | Platino       | 1,000,000           |               | [ 129 ] |         |         |         |
| México         | AMPROFON                          | Platino       | 60,000              |               | [ 130 ] |         |         |         |
| Europa         |                                   |               |                     |               |         |         |         |         |
| Austria        | IFPI Austria                      | Oro           | 7,500               |               | [ 131 ] |         |         |         |
| Bélgica        | Belgian Entertainment Association | Platino       | 30,000              |               | [ 132 ] |         |         |         |
| Dinamarca      | IFPI Denmark                      | Platino       | 20,000              |               | [ 133 ] |         |         |         |
| Francia        | SNEP                              | 2x Platino    | 200,000             | ,             | [ 134 ] |         |         |         |
| Alemania       | BVMI                              | Platino       | 200,000             |               | [ 135 ] |         |         |         |
| Hungría        | Mahasz                            | Platino       | 6,000               |               | [ 136 ] |         |         |         |
| Italia         | FIMI                              | 2x Platino    | 100,000             | ,             | [ 137 ] |         |         |         |
| Polonia        | ZPAV                              | Platino       | 20,000              | ,             | [ 138 ] |         |         |         |
| Portugal       | Associação Fonográfica Portuguesa | Oro           | 10,000              |               | [ 139 ] |         |         |         |
| España         | PROMUSICAE                        | Platino       | 40,000              |               | [ 140 ] |         |         |         |
| Suecia         | GLF                               | Oro           | 20,000              |               | [ 141 ] |         |         |         |
| Suiza          | IFPI Switzerland                  | Platino       | 30,000              |               | [ 142 ] |         |         |         |
| Reino Unido    | BPI                               | 3x Platino    | 900,000             | ,             | [ 143 ] |         |         |         |
| Oceanía        |                                   |               |                     |               |         |         |         |         |
| Australia      | ARIA                              | Platino       | 70,000              |               | [ 144 ] |         |         |         |
| Nueva Zelanda  | RIANZ                             | Oro           | 7,500               |               | [ 145 ] |         |         |         |
| Sumatorias     |                                   |               |                     |               |         |         |         |         |
| Todo el Mundo  | + 4,000,000                       | + 4,000,000   | + 4,000,000         | + 4,000,000   | [ 146 ] |         |         |         |

## Historial de lanzamiento
| Región        | Fecha                  | Formato             | Discográfica | N.º de catálogo |
| ------------- | ---------------------- | ------------------- | ------------ | --------------- |
| Todo el mundo | 4 de diciembre de 2015 | CD descarga digital | Parlophone   | 0825646982646   |
| Todo el mundo | 4 de diciembre de 2015 | LP                  | Parlophone   | 0825646982158   |